# Кондриё
Кондриё (фр. Condrieu) — коммуна во Франции, в регионе Овернь — Рона — Альпы, департамент Рона. Традиционный центр возделывания лозы Вионье и одноимённого аппелласьона.
Коммуна расположена на расстоянии около 420 км к юго-востоку от Парижа,  34 км к югу от Лиона.

## История
До 2015 года муниципалитет находился в составе региона Рона — Альпы. С 1 января 2016 года относится к новому объединенному региону Овернь — Рона — Альпы.

## Население
| Год  | Численность | Численность |
| ---- | ----------- | ----------- |
| 2013 | 3873        |             |
| 2015 | 3883        | [ 8 ]       |
| 2016 | 3949        | [ 9 ]       |
| 2017 | 3897        | [ 10 ]      |
| 2018 | 3927        | [ 11 ]      |
| 2019 | 3957        | [ 12 ]      |
| 2020 | 3949        | [ 13 ]      |
| 2021 | 3933        | [ 14 ]      |
| 2022 | 3945        | [ 4 ]       |